# Medion

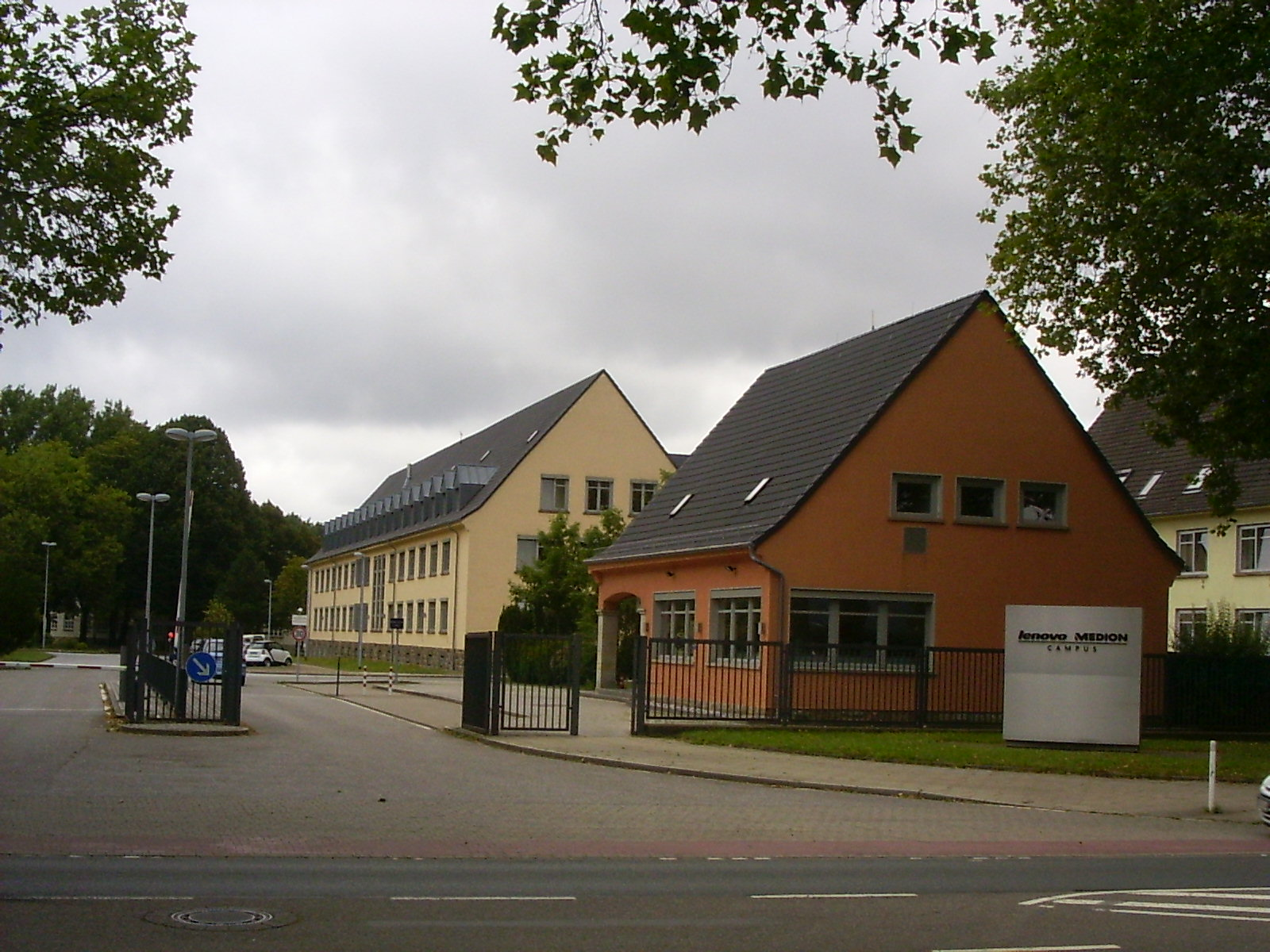
Lenovo Medion Campus w Essen

Medion AG – niemieckie przedsiębiorstwo założone w 1983 roku. 1 czerwca 2011 o zamiarze przejęcia Medion AG i skupu pozostałych w obrocie akcji Mediona poinformowała Lenovo Group Ltd (LNVGY). Komisja Europejska zaakceptowała przejęcie w końcu lipca 2011 roku.

## Produkty
Medion prowadzi działalność na terenie Europy, USA, oraz Azji. Produkty niemieckiej firmy to przede wszystkim: notebooki, lodówki, a także sprzęt fitness. W USA i Australii produkty Mediona dostępne są jedynie w sieciach handlowych Aldi, oraz Tesco.

## Marki produktów Medion AG
Produkty Mediona wytwarzane są także pod innymi szyldami.
- Cybercom
- Cybermaxx
- Life
- Lifetec
- Micromaxx
- Tevion
- Traveler
- QUIGG
- Akoya